# Émile Carrara (Radsportler)
Émile Carrara (* 11. Januar 1925 in Argenteuil; † 14. Mai 1992 in Kopenhagen) war ein französischer Radrennfahrer.
Émile Carrara war Profi-Radrennfahrer von 1946 bis 1959 und fuhr Rennen auf Bahn und Straße. So gewann er 1944, noch als Amateur, das französische Eintagesrennen Grand Prix des Nations, was als „Sensation“ gewertet wurde und 1947 als Profi das Critérium des As. Ebenfalls 1947 wurde er französischer Meister in der Einerverfolgung auf der Bahn. Als Amateur gewann er einige der bedeutendsten Rennen für französische Amateure, so etwa Paris–Evreux und Paris–Mantes, beide 1945. Seinen ersten französischen Meistertitel hatte er mit seinem Verein 1943 in der Mannschaftsverfolgung errungen.
Ab Anfang der 1950er Jahre legte Carrara seinen Schwerpunkt auf Sechstagerennen. Er startete insgesamt bei 59, von denen er zehn gewann, darunter viermal das Berliner Sechstagerennen. Das Publikum dichtete für den Frauenliebling „Das machen nur die Beine von Carrara“ (auf die Melodie des Liedes "Das machen nur die Beine von Dolores" von Detlev Lais). Zweimal, 1952 und 1958 (beide Male mit Georges Senfftleben), wurde er Vize-Europameister im Zweier-Mannschaftsfahren. Zudem gewann er dreimal – 1948, 1949, und 1952 – den Bahnwettbewerb Prix Dupré-Lapize in Paris, zweimal mit Raymond Goussot und einmal (1952) mit Georges Senfftleben.
Émile Carrara heiratete eine Dänin und ließ sich in Kopenhagen nieder. Auch sein Sohn Pascal (der die dänische Staatsbürgerschaft annahm) war Radrennfahrer und wurde zweifacher dänischer Meister in der Mannschaftsverfolgung.